# Morte di Abele
La tarsia morte di Abele fa parte delle tarsie del coro della basilica di Santa Maria Maggiore. È collocata sul presbiterio nella parte dedicata al coro dei religiosi, ala destra e quarto stallo. Il disegno fu realizzato nel 1524 dal pittore Lorenzo Lotto e realizzato poi da Giovan Francesco Capoferri. Il disegno per la tarsia è il primo realizzato dall'artista veneziano.

## Storia
La congregazione della Misericordia Maggiore, che amministrava la basilica mariana, e che aveva deciso di completare il presbiterio con il coro, il 12 marzo 1524 affidò a Lorenzo Lotto la realizzazione dei disegni per le tarsie. Il Capoferri realizzò la tarsia nel medesimo anno venendo poi profilata da Lotto. 
Il coperto o invenzione fu consegnato alla Congregazione della Misericordia dal Lotto, nel 1524 come indicherebbe il pagamento registrato nel liber fabrice il 16 giugno, venendo poi realizzato da Bernardino Scarati e profilata dal pittore Domenico Petengi d'Albano nel 1529.

## Descrizione

### Tarsia
Il coperto raffigura, quello che è stato il primo scatto di ira della storia, il primo assassino, il fratricidio dei due figli di Adamo ed Eva, immortalando l'attimo in cui Caino uccide il fratello Abele che giace a terra con la zappa, la medesima zappa usata dal fratello per lavorare la terra. Caino è pieno di ira quando si rende conto di non avere l'amore di Dio padre, contrariamente tanto amato dal fratello, e da questo nasce la sua invidia. (Genesi 4,8-15) Caino, nell'esegesi dei padri della Chiesa, rappresenta il popolo giudaico che ucciderà Gesù Cristo così come ha ucciso Abele, come se fossero due fratelli di sangue.
La tarsia raffigura un paesaggio agreste, collinare, con le pecore  tranquille al pascolo, quindi non solo il fratricidio, ma anche il momento in cui Caino, consono del proprio peccato si allontana. Indossa solo un ramo in vita che ne nasconde le nudità, e si allontana fondando quella che sarà la prima città,(Genesi, 4, 15-17).

### Coperto

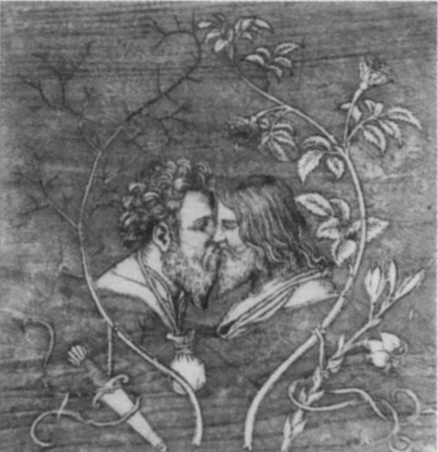
Morte di Abele-coperto

Il coperto o invenzione disegnato dal Lotto contemporaneamente alla tarsia, e che doveva essere posto a sua protezione, riprende e si unisce nella raffigurazione, con il tradimento di Giuda e il suo bacio a Cristo. Inizialmente fu proprio indicato come coperto del Nuovo Testamento con il tradimento di Giuda, ma non trovava corrispondenza con la storia. Lotto identifica la differenza tra la sinistra e la destra, di cui la sinistra è la parte del male e della malignità umana, e la destra quella del bene e della positività. A sinistra viene raffigurato un pugnale, e una pianta piena di spine che sono anche il simbolo della falsità spina falsus frater, la sinistra è la parte infatti che tradisce, la parte che raffigura Giuda, fratello secundum carnem dei giudei. A destra vi è raffigurata la rosa senza le spine, ma con un profumo e una fragranza che paragona a Cristo, come la rosa, il fiore per eccellenza cuius rubor apparuit in insignijs pasionis, et odor in gloria resurrectionis. Se il pugnale e il ramo spinoso rappresentano la violenza umana, la falsità e la malignità che fa spargere sangue innocente, contrariamente il figlio e la rosa raffigurano anche la giustizia che devono essere anche dei sacerdoti, e dei martiri di cui si è versato il sangue. Abele, la cui immagine è come quella dei sacerdoti, uomo che era giusto nonché il primo martire, il primo sacerdote e vergine perché non ebbe mai figli quindi il primo uomo a meritare la corona del martirio.